# De Bluesbreakers
De Bluesbreakers is een bluesband uit Lobith, opgericht in 1995 rondom gitarist Dik Korving.

## Biografie
De Bluesbreakers is een spin-off van de White Blues Band, die in de jaren 70 en 80 enige bekendheid binnen Nederland en Europa verwierf. Vaste waarde binnen de Bluesbreakers zijn gitarist-zanger Dik "Mr. Brown" Korving en Reinhard Sämisch op de bluesharp. De band speelt regelmatig met buitenlandse bluesartiesten, zoals Dr. Feelgood, Willie Foster, John Campbelljohn, Keith Dunn, Dave Hole, Marty Hall, Chris Jones & Steve Baker, de Stewart Barnes Band en DieDra.
In 2020 werd bij Dik Korving leukemie vastgesteld. Aanvankelijk leek dit het einde van de band in te luiden. Nadat een concert in Gladbeck (D) halverwege zonder Dik moest worden afgemaakt werd besloten om alle activiteiten voor een jaar stil te leggen. Gedurende het jaar stabiliseerde Dik's gezondheid en sinds 2023 worden er weer optredens gedaan.

## Bezetting
In november 2014 moest Rino Geerdinck om gezondheidsredenen de band verlaten. Hij werd vervangen door Ernst Wernicke, bekend van onder meer de Jibs en de Pensionado's (met Bennie Jolink).
In 2021 verliet drummer Eerde Kalsbeek de band na een hoogoplopende ruzie met Dik Korving. Hij werd vervangen door Marcel Boss die overkwam van La Grange.
- Dik Korving - gitaar en zang
- Francesco Frentrop - toetsen en zang
- Reinhard Saemisch - harp
- Ernst Wernicke - bas en zang
- Marcel Boss - drums

## Discografie

### Albums
| Album met eventuele hitnotering(en) in de Nederlandse Album Top 100 | Datum van verschijnen | Datum van binnenkomst | Hoogste positie | Aantal weken | Opmerkingen |
| ------------------------------------------------------------------- | --------------------- | --------------------- | --------------- | ------------ | ----------- |
| Live                                                                | 1999                  |                       |                 |              |             |
| Taildragger                                                         | 2001                  |                       |                 |              |             |
| Mojo workin''                                                       | 2003                  |                       |                 |              |             |
| Riverside                                                           | 2012                  |                       |                 |              |             |

### Singles
| Single met eventuele hitnotering(en) in de Nederlandse Top 40 | Datum van verschijnen | Datum van binnenkomst | Hoogste positie | Aantal weken | Opmerkingen |
| ------------------------------------------------------------- | --------------------- | --------------------- | --------------- | ------------ | ----------- |
| Mr. Brown                                                     | 2012                  |                       |                 |              |             |